# Muzeum Dżo’ara
Muzeum Dżo’ara (hebr. ג'וערה מוזאון; ang. The Museum Jo’ara) – muzeum historyczne położone przy kibucu En ha-Szofet, na północy Izraela. Muzeum znajduje się w zabytkowym budynku dowództwa głównej bazy szkoleniowej żydowskiej organizacji paramilitarnej Hagana i opisuje historię tego obiektu. W sąsiedztwie znajduje się baza Gadna Dżo’ara.

## Historia
Pierwotnie w miejscu tym znajdowały się pola należące do arabskiej rodziny Saleh, która mieszkała w Hajfie i była najbogatsza w całym regionie. W pobliżu tego miejsca była położona arabska wioska Dalijat ar-Rauha, a jej mieszkańcy uprawiali pola rodziny Saleh w zamian za zgodę na zamieszkiwanie na ich ziemiach. W pierwszej połowie XIX wieku na tutejszym wzgórzu wybudowano letnią rezydencję Saleh. Była to dwupiętrowa willa wzniesiona z kamienia. Prawdopodobnie była ona sporadycznie wykorzystywana przez rodzinę, a przez pozostały czas zamieszkiwali w niej chłopi z sąsiedniej wioski – opiekowali się budynkiem i jego otoczeniem. W wyniku I wojny światowej w 1918 roku cała Palestyna przeszła pod panowanie Brytyjczyków, który w 1921 roku utworzyli Brytyjski Mandat Palestyny. Umożliwiło to rozwój osadnictwa żydowskiego w Palestynie. W latach 30. XX wieku żydowskie organizacje syjonistyczne zaczęły wykupywać grunty na Wyżynie Manassesa. Rodzina Saleh odsprzedała wówczas większość ziem wioski Dalijat ar-Rauha. W tym czasie miał być opublikowany raport Komisji Peela i strona żydowska potrzebowała szybkiego utworzenia nowej osady rolniczej na zakupionych gruntach. Stanowiło to część polityki faktów dokonanych, a jednocześnie nowa osada uniemożliwiłaby powrót Arabów na swoje dawne ziemie. Dlatego w dniu 5 lipca 1937 roku pośpiesznie utworzono kibuc En ha-Szofet. Początkowo znajdował się on na wzgórzu przy dawnej willi rodziny Saleh, wokół której wybudowano zabudowania gospodarcze. Rok później kibuc przeniósł się do swojej obecnej lokalizacji. Po wybudowaniu wieży obserwacyjnej i obronnej palisady, przeniesiono do niego kobiety i dzieci. Wydarzenia arabskiego powstania w Palestynie (1936–1939) pokazały pilną potrzebę rozwijania formacji samoobrony żydowskiej Hagana. Postanowiono wówczas wykorzystać budynki dawnej willi Saleh, aby utworzyć szkoleniową bazę szkoleniową Dżo’ara. Lokalizacji tej sprzyjało izolowane położenie i stosunkowo niewielka obecność brytyjskich sił policyjnych w okolicy. W rezultacie, bardzo szybko pojawili się tutaj najwybitniejsi dowódcy Hagany, a Josef Avidar otrzymał rozkaz zorganizowania pierwszych kursów szkolenia wojskowego. W latach 1938–1948 przeszkolenie przeszło ponad tysiąc oficerów, którzy później tworzyli podstawy Sił Obronnych Izraela. Tutejsze kursy przeszło czterech późniejszych Szefów Sztabu Generalnego Sił Obronnych Izraela: Mosze Dajan, Icchak Rabin, Chajjim Bar-Lew i Cewi Cur – ale także wielu późniejszych generałów i wyższych oficerów, w tym Rechawam Ze’ewi, Uzi Narkiss, Cewi Zamir, Jigal Allon, Me’ir Amit, Chajjim Laskow i wielu innych.
W poszukiwaniu skutecznego rozwiązania narastającego konfliktu izraelsko-arabskiego w dniu 29 listopada 1947 roku została przyjęta Rezolucja Zgromadzenia Ogólnego ONZ nr 181. Zakładała ona między innymi, że rejon bazy Dżo’ara miał znaleźć się w granicach nowo utworzonego państwa żydowskiego. Arabowie odrzucili tę Rezolucję i dzień później doprowadzili do wybuchu wojny domowej w Mandacie Palestyny. W dniu 4 kwietnia siły Arabskiej Armii Wyzwoleńczej zaatakowały pobliski kibuc Miszmar ha-Emek, rozpoczynając dziesięciodniową bitwę o Miszmar ha-Emek. Żydzi po odparciu napaści, zdołali przejść do kontrataku. Do wyprowadzenia kontrataku wykorzystywana była właśnie baza Dżo’ara. W wyniku I wojny izraelsko-arabskiej (1948–1949) cała okolica znalazła się w państwie Izrael. W latach 1950–1967 tutejsza baza wojskowa Dżo’ara pełniła funkcję podstawowego ośrodka szkoleniowego Brygady Golani, a w 1970 roku przekształcono ją w bazę Gadna Dżo’ara, w której odbywało się podstawowe szkolenie Gadna. Do bazy docierały grupy młodych Żydów z całego świata, którzy przechodzili szkolenie wojskowe, poznawali dyscyplinę i praktyczną obsługę broni, a przy okazji zwiedzali Ziemię Izraela. Program ten był finansowany przez Agencję Żydowską. Na terenie zabytkowego budynku dowództwa bazy utworzono Muzeum Dżo’ara. Sąsiednie budynki są częścią bazy szkoleniowej programu Gadna. Wśród położonych bardziej na południu płaskich wzgórzach, jest położony letni obóz bazy wraz z poligonem i strzelnicą.

## Zbiory muzeum
Celem muzeum jest udokumentowanie historii bazy szkoleniowej Hagany w Dżo’ara. Ilustruje typowy dzień szkolenia dowódców Hagany oraz szczegółowo opisuje przebieg bitwy o kibuc Miszmar ha-Emek. Liczne historyczne dokumenty oraz zdjęcia przybliżają sylwetki izraelskich dowódców wojskowych, którzy ukończyli tutejsze kursy. Wśród eksponatów jest używana podczas bitwy haubicoarmata 25-funtowa. W muzeum wyświetlane są historyczne filmy. Co godzinę organizowane są wycieczki z przewodnikiem (język hebrajski i angielski). Dodatkowo, podczas różnych świąt przygotowywane są zajęcia dla dzieci i całych rodzin.